# Fort Hancock
Fort Hancock est une census-designated place (CDP, en français « lieu désigné par recensement ») située aux États-Unis d'Amérique, dans le comté de Hudspeth, au Texas. Lors du recensement de 2000, elle comptait 1 713 habitants.